# 全国総合学科高等学校長協会
全国総合学科高等学校長会（ぜんこくそうごうがっかこうとうがっこうちょうかい）は、東京都世田谷区岡本2-9-1　東京都立世田谷総合高等学校内に本部を置く総合学科を置く高等学校の校長、教育機関の代表者等の団体である。総合教育に関する調査研究、振興を目的とする。